# 界牌镇 (蒙阴县)
界牌镇是中国山东省临沂市蒙阴县下辖的一个镇。

## 行政区划
界牌镇下辖朝仙桥村、东界牌村、西界牌村、郑旺庄村、三山店村、沂汶庄村、司家庄村、万泉庄村、杨树底村、董家河村、莫峪子村、牛蹄湾村、季家林村、河头泉村、尚庄村、兴隆庄村、北庄村、石旺河村、丁旺庄村、马头崮村、曹家圈村、孙家峪子村、贾家庄子村、潘家沟村、重山村、葛墟村、圈里村、河西新村、彭刘大村、北太平村、三联村、赵家庄村、四泉庄村、和平村、海子崖村、双河峪村、石家峪村、河东新村。